# Siamés moderno
El siamés o siamés moderno es una raza de gato proveniente del antiguo reino de Siam, actualmente Tailandia. En 1880 fueron llevados a Inglaterra y en 1890 a Estados Unidos.
Es un gato talla mediana, de cuerpo tipo oriental (elegante, esbelto, estilizado, flexible y bien musculoso), lo cual se ha acentuado en los últimos años. El peso puede variar entre 2,5 y los 3 kg en las hembras y entre los 3,5 y los 5,5 kg en los machos.

## Descripción del estándar
- Cabeza: de talla mediana pero nunca grande; tiene forma triangular con el vértice en la punta de la nariz-mentón, las líneas laterales se continúan por los costados laterales de la cara, por las orejas, que son grandes y terminadas en punta. Este triángulo puede variar de equilátero a isósceles.
- Perfil: largo y continuo que va desde la punta de la nariz hasta la parte superior de la cabeza entre las orejas. Está formado por una línea suave sin depresiones ni cambios bruscos de ángulo, puede ser ligeramente convexo. Nariz larga, recta, sin depresión naso-frontal pronunciada. Carrillos chatos. Hocico fino. Sin pinch. Mentón firme, formando una línea recta con la punta de la nariz.
- Ojos: medianos, son de forma almendrada y posicionados en forma oblicua, lo que se denomina set tipo oriental y separados por el tamaño de un ojo por medio o más. En todos los casos son de color azul y se valora la mayor intensidad del color.
- Orejas: de grandes a extra grandes, bien separadas entre sí, anchas en la base, puntiagudas, continúan los lados del triángulo viendo de frente la cabeza. En algunos casos, la base de la oreja puede estar levemente por debajo de la línea imaginaria del triángulo.
- Cuello: delgado, largo, elegante, ligeramente arqueado.
- Cuerpo: es largo y tubular, delicadamente muscular y firme, sobre patas altas y delgadas. Hombros y caderas del mismo ancho. La estructura ósea es fina y delicada.
- Extremidades: de osamenta fina, largas y delgadas. Pies ovalados pequeños.
- Cola: larga y en forma de látigo. Se afina de la base a la punta.
- Pelo: corto, brillante, fino, suave, apretado y adherido al cuerpo. Tiene mediana cantidad de subpelo, prácticamente inexistente, lo que hace al pelaje en conjunto relativamente denso.
- Color del manto: el siamés se caracteriza por su esquema de color pointed típico, es decir, por una coloración más oscura en los puntos donde la temperatura corporal es menor (extremidades, cola, cara y orejas), que contrasta con el resto del cuerpo.

## Esquema y distribución de color

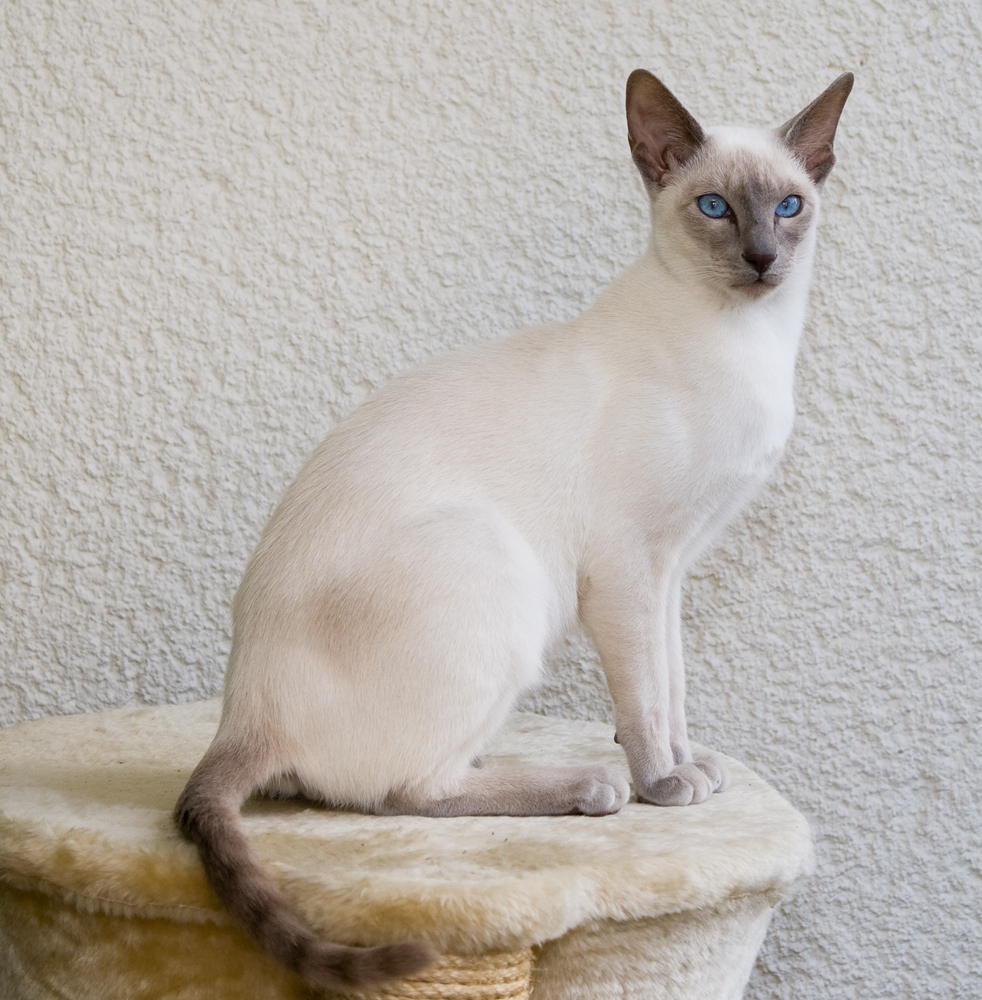
Siamés Lilac Point

Este esquema de color se denomina punteado o pointed. Constituye la típica distribución de color de la raza siamesa, que está dada por el gen cs, parte de la serie albina denominado gen Himalaya. Este gen se denomina con una letra minúscula cs por ser recesivo; por lo tanto, para expresarse debe estar en homocigosis en ambos loci, es autosómico y se ubica en el locus C. 
Los gatos semi-albinos de la serie himalaya (color points, sepias, minks) tienen una tyrosinasa termo sensible. La tirosinasa normal convierte el aminoácido tirosina en melanina. En los gatos con gen cs la enzima se desnaturaliza a temperatura corporal y solo funciona activando la producción de melanina en las zonas más frías del cuerpo, por lo cual el color solo se desarrolla en las zonas frías o extremidades (cola, patas, orejas y nariz) aumentando la cantidad de pigmentación. Esta es la razón por la cual el siamés nace blanco (temperatura intrauterina alta), es más oscuro en invierno y más pálido en verano.

## Colores y variedades

Cuadro de los genes del gato siamés (ampliar)

Las variedades de los gatos siameses se determinan según el color de sus extremidades, dando lugar a las siguientes clases:
- Seal point, (marrón oscuro). Gen B- D- (gen B= black)
- Chocolate point (marrón claro). Gen bb&mbsp;dd (gen b= chocolate oscuro)
- Blue point (gris oscuro). Gen B- dd
- Lilac point (gris claro). Gen bb dd
- Red point (naranja oscuro). Bob- D- O- en hembras: -- D- OO (gen O- ligado al sexo cromosoma X)
- Cream point (naranja claro o crema). Bob- dd O- en hembras: -- dd OO (gen O- ligado al sexo cromosoma X)
- Cinnamon o canela. Gen blbl D-.
- Fawn o cervato. Gen blbl dd.
- Blanco dominante. Gen W- (denominada foreing white por FIFe).

Por como se distribuye el pigmento o esquema de color (pattern) se pueden clasificar como:
- Sólidos o uniformes. Gen aa
- Tabbies o rayados. Gen A- dibujo atigrado
- Torties o manchas de concha de tortuga. Gen O- ligado al sexo, manchados con rojo
- Silver y smokes o plateados y ahumados. Gen mayo I- más los poligenes wb
- Particolor o con manchas blancas. Gen Pb que es particolor o piebald (el siamés con blanco es denominado Sychellois según FIFe)

Existen cuatro categorías de distribución de color, aunque los siameses son siempre pointed:
- Tradicional (distribución normal del color gen C-)
- Mink (series albina gen cbcs)
- Sepia (series albina gen cbcb)
- Pointed (series albina gen cscs)

## Diferencias entre el siamés moderno y el siamés tradicional

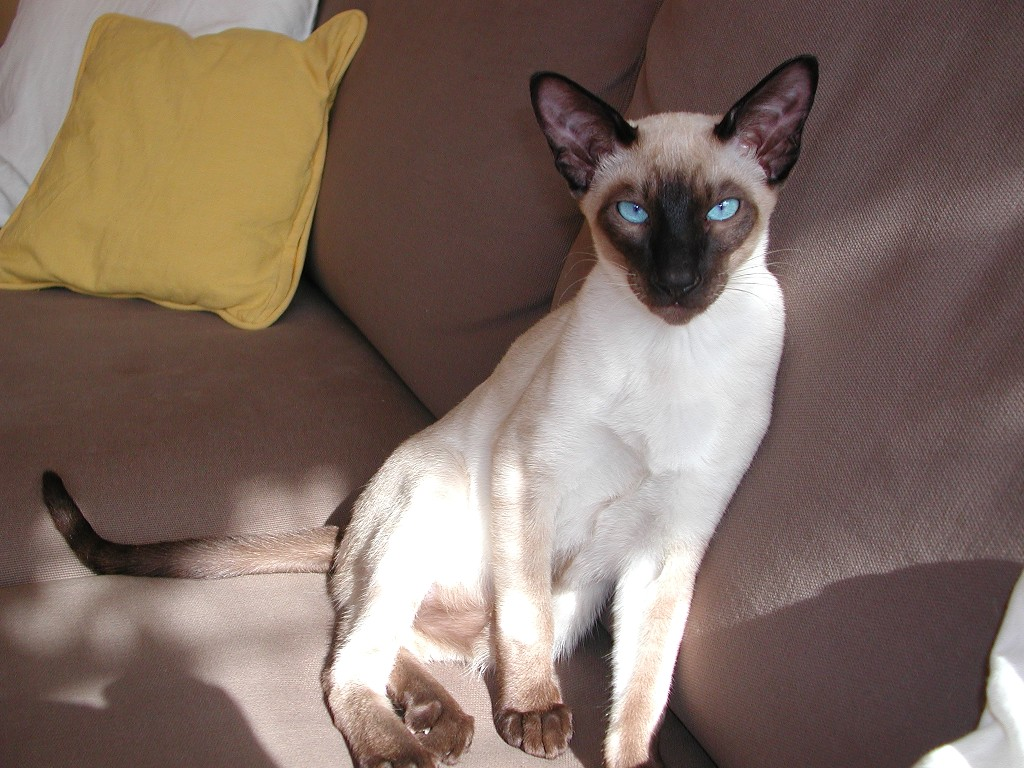
Siamés Moderno

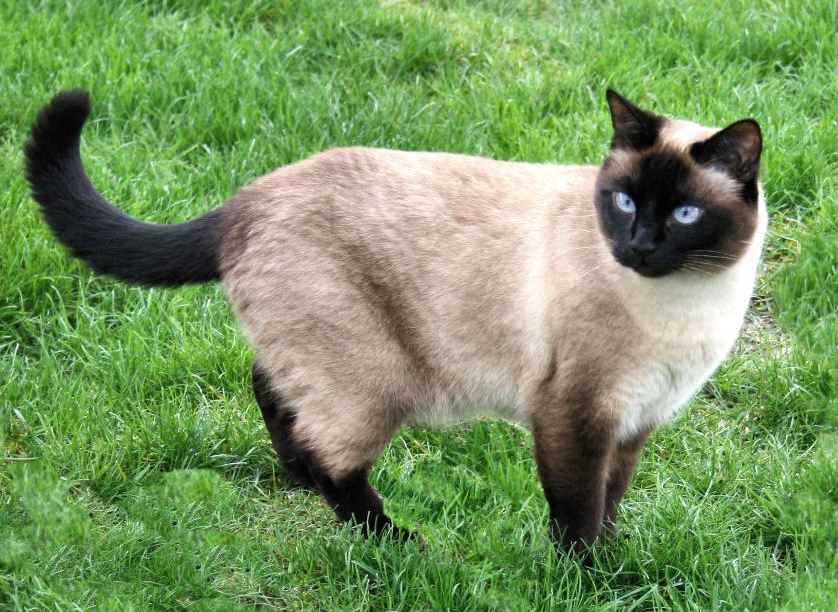
Siamés Tradicional o Thai

Son razas diferentes, aunque parecidas y confundidas entre sí. 
El estándar del siamés moderno indica un cuerpo elegante, esbelto, estilizado, flexible y bien musculoso, entre otras características físicas ya mencionadas en este artículo.
El siamés tradicional o thai, si bien comparte algunas características con el siamés moderno (por ejemplo, el patrón de coloración) se diferencia de éste por sus formas redondeadas. Así, el Thai (que es comúnmente confundido con el siamés propiamente dicho) presenta un cuerpo más compacto y redondo, cabeza con mejillas llenas y redondeadas, hocico más corto, orejas de inserción alta pero no enormes, ojos alargados (no totalmente oblicuos) celestes o azules, cola más corta y generalmente con punta más redondeada y más gruesa. Los colores aceptados son los mismos que para el Siamés Moderno.